# Irán Castillo
Irán Castillo Pinzón (Veracruz, 4 de janeiro de 1977) é uma atriz e cantora mexicana.

## Biografia
Irán iniciou sua carreira artística aos 11 anos fazendo comerciais. Estudou atuaçao com Martha Zabaleta e Pedro Damián aos 12 anos, e desde desse momento começou sua carreira como atriz protagonista da telenovela Ángeles blancos em 1989.
Ela já atuou em mais de 15 telenovelas durante sua carreira, sendo as mais conhecida: Agujetas de color de rosa em 1994, Retrato de familia em 1995, Confidente de secundaria em 1996, Preciosa e Soñadoras realizadas em 1998; também participou do programa El Club de Gaby e da série Qué chavas.
Irán começou sua carreira como cantora com o grupo musical "Mosquitas Muertas" em 1991. Mss tarde gravou canções para abertura das telenovelas que protagonizou, até que finalmente lançou seu primeiro álbum "Tiempos Nuevos" e com o single intitulado Yo Por El em 1997 com baladas rítmicas.
"Tatuada en tus besos" é o título do segundo álbum que ela lançou em 1999. No mesmo ano, teve êxito com sua atuação na comédia musical cigano da diretora Silvia Pinal.
Previamente, havia atuado em outras obras como "Celos", "Dije-y e "Vaselina", tendo o papel principal de Sandy. Também protagoniou filmes mexicanos, tais como "Que Vivan los Muertos" e "La Segunda Noche".
Irán atuou na telenovela  Locura de amor, como Natalia Sandoval, e logo conseguiu cativar o público, apesar de sua breve aparição nessa história. Já que Irán substituiu a atriz Adriana Nieto, que deixou a telenovela por ter tido problemas com os produtores. Em 2001, Irán fez um papel especial na telenovela Aventuras en el tiempo.
Em 2002, Irán atuou na telenovela Clase 406 e no filme El Tigre de Santa Julia, que foi um grande êxito. Em 2003, Irán participou da telenovela Amar otra vez, na qual desempenhou a protagonista, sob a produção de Lucero Suárez. Este telenovela foi  exibida em janeiro de 2004 nos Estados Unidos e em maio desse mesmo ano no México. Durante o ano 2005, Irán formou parte do elenco de Alborada, uma telenovela de Carla Estrada, como Catalina Escobar, irmã da  protagonista, interpretada por Lucero, na qual fez par com Ernesto Laguardia.
No ano de 2006 Irán se destaca por filmes mexicanos: Amor Xtremo com um papel protagonico, e Efectos Secundarios, em participação  especial como Gabriela. No verão 2006, Irán foi convidada a formar parte da demostração da realidade mexicana "Bailando por la Boda de mis Sueños", com Romeo. Após realizar uma participação especial em Mundo de fieras com o papel de Cecilia, onde atuou novamente com Ernesto Laguardia. Em setembro de 2006, Irán fez fotos para a revista Max, que se caracteriza por suas capas populares atrizes, cantoras, modelos e mulheres. Mais tarde, em maio de 2007 realizou outra sessão de fotos para a revista H, e também em julho, Irán apareceu nua para Revista H Extremo, que é a versão sem censura da revista H.
Durante 2008, Irán atuou em alguns filmes, como Victorio, Viernes de Animas, e também na televisão com "El Pantera", fez parte da exitosa série de Pedro Torres Mujeres asesinas onde protagonizou o episódio "Monica, Acorralada". Imediatamente trabalhou em mais filmes, o última deles La Cabeza de Buda'x, com Kuno Becker e Silvia Navarro.
Para seus próximos projetos, Irán tem previsto regressar a  industria da música com canções do novo álbum "Volován".
Em 2009, Irán Castillo igual a atriz Natalia Esperón, também anunciou sua retirada definitiva das telenovelas, sendo Irán a primeira a confirmar sua saída dos melodramas e comentou o seguinte: "Que as telenovelas; nunca foram algo que ela se apaixonou em fazer. Fez e foi bom, teve boas experiências e nada mais, não é algo que ela adora. Tem outras prioridades em sua vida. Segundo Irán castillo disse."
Em 2014, Irán volta à cena musical após mais de 14 anos e lança seu novo álbum: "Amanecer", com 12 faixas.
Em 2015, após oito anos afastada das telenovelas, volta a atuar em uma participação especial em Que te perdone Dios. No primeiro semestre de 2016, gravou as séries Hasta que te conocí e Por siempre Joan Sebastian, baseadas nas biografias dos falecidos cantores Juan Gabriel e Joan Sebastian, respectivamente.
Em 2017, fou uma das protagonistas de El bienamado, versão mexicana da telenovela brasileira O Bem Amado, protagonizada também por Jesús Ochoa, Chantal Andere e Nora Salinas, produzida por Nicandro Díaz González.

## Vida pessoal
Irán já se relacionou com homens do meio artístico, como os atores José María Torre, Alex Ibarra e Emir Pabón. A atriz gosta de praticar yoga em seu tempo livre.

## Filmografia

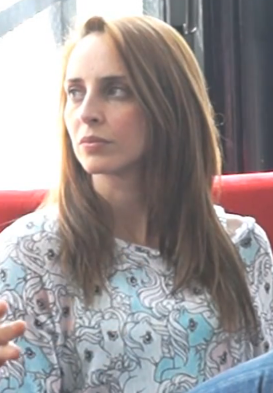
Irán em 2015, nas gravações de Que te perdone Dios.

### Televisão
| Ano       | Título                     | Personagem                           | Notas                                 |
| --------- | -------------------------- | ------------------------------------ | ------------------------------------- |
| 1990      | Ángeles blancos            | Biela                                |                                       |
| 1993      | Entre la vida y la muerte  | Anita                                |                                       |
| 1994      | Agujetas de color de rosa  | Cecilia                              |                                       |
| 1994      | Más allá del puente        | Irán                                 |                                       |
| 1995      | Retrato de familia         | Cristina Preciado Mariscal           |                                       |
| 1996      | Confidente de secundaria   | Jackie                               | Protagonista                          |
| 1997      | Mi pequeña traviesa        | Preciosa Sán Román Ruiz              | Participação no último capítulo       |
| 1998      | Preciosa                   | Preciosa Sán Román Ruiz              | Protagonista                          |
| 1998      | Soñadoras                  | Ana Linares                          | Protagonista                          |
| 2000      | Locura de amor             | Natalia Sandoval #2                  | Protagonista                          |
| 2001      | El derecho de nacer        | Isabel Cristina Armenteros del Junco | Co-Protagonista                       |
| 2001      | Aventuras en el tiempo     | Azucena Flores Rosales               | Participação Especial                 |
| 2002      | Clase 406                  | Magdalena Rivera                     | Protagonista                          |
| 2004      | Amar otra vez              | Rosa Huerta Guzmán                   | Protagonista                          |
| 2005      | Alborada                   | Catalina Escobar Díaz                | Co-Protagonista                       |
| 2006      | Mundo de fieras            | Cecilia                              | Participação                          |
| 2007      | El Pantera                 | Rosaura                              | Protagonista                          |
| 2008      | Mujeres asesinas           | Mónica Fernández                     | Episódio: "Mónica, acorralada"        |
| 2013      | Los secretos de Lucía      | Lucia Reina                          | Protagonista                          |
| 2015      | Que te perdone Dios        | Renata Flores del Ángel (jovem)      | Participação Especia                  |
| 2015      | El torito                  | Dolores                              | Protagonista                          |
| 2016      | Por siempre Joan Sebastian | Celina Esparza (Alina Espin)         | Estrelar                              |
| 2016      | Hasta que te conocí        | María Romero                         | Coadjuvante                           |
| 2017      | El Bienamado               | Santina Samperio                     | Co-Protagonist                        |
| 2018      | 40 y 20                    | Julia                                | Episodio: "Corrigido y aumentado"     |
| 2018      | 40 y 20                    | Julia                                | Episódio: "Hoy por mí, mañana por ti" |
| 2018      | El chapo                   | Vanessa Espinoza                     |                                       |
| 2019-2020 | Los pecados de Bárbara     | Georgina Godínez Robledo             | Protagonista                          |
| 2020      | Enemigo íntimo 2           | Carmen Govea                         | Co-Protagonista                       |
| 2020      | La mexicana y el güero     | Gladys Carmona                       | Co-Protagonista                       |
| 2021      | SOS me estoy enamorando    | Sofía Fernández Ávila                | Protagonista                          |

### Cinema
| Ano  | Título                                     | Personagem     | Notas                                   |
| ---- | ------------------------------------------ | -------------- | --------------------------------------- |
| 1998 | ¡Qué vivan los muertos!                    | —              |                                         |
| 1999 | Toy Story 2                                | Jessie         | Dublagem para a América Latina          |
| 1999 | La segunda noche                           | Rosalía        |                                         |
| 2002 | El tigre de Santa Julia                    | Gloria Galicia |                                         |
| 2006 | Amor xtremo                                | Melisa         |                                         |
| 2006 | Efectos secundarios                        | Gabriela       |                                         |
| 2007 | El secuestro                               | Diana          | Telefilme                               |
| 2008 | Chiles xalapeños                           | Sarita         |                                         |
| 2008 | Victorio                                   | Gabriela       | Indicada - Prêmio Ariel de Melhor Atriz |
| 2009 | Sabel Redemption                           | Isha           |                                         |
| 2009 | Cabeza de buda                             | Angélica       |                                         |
| 2009 | Viernes de ánimas: el camino de las flores | Servienta      |                                         |
| 2010 | Contraluz                                  | Ximena         | Curta-metragem                          |
| 2010 | El jaguar                                  | —              |                                         |
| 2010 | Toy Story 3                                | Jessie         | Dublagem para a América Latina          |
| 2011 | Bittersweet Sin-phony                      | Sophia         | Curta-metragem                          |
| 2012 | Morgana                                    | Daniela        |                                         |
| 2013 | 31 días                                    | Eva Sagarrondo |                                         |
| 2019 | Solteras                                   | Ilse           |                                         |
| 2019 | Toy Story 4                                | Jessie         | Dublagem para a América Latina          |
| 2020 | Sobre Tus Huellas                          | Malén Campero  |                                         |
| 2020 | La casa del fin de los tiempos             |                | [ 2 ]                                   |

## Teatro
- Habitación 306 (2020) [3]
- Fiebre de Sábado por la noche (2020) [4]
- Estelas del Narco (2018)
- El lápiz de Sebastián (2018)
- Los juegos del amor (2016)
- Somos Eternos (2016)
- 24hourplaysmex  (2015)
- Blanca Nieves, el musical (2015)
- Cita a Ciegas (2015)
- Chamaco (2015)
- Amor de mis amores (2015)
- Vaselina (2014)
- El mago de Oz (2010)[5]
- Los 39 escalones (2009)[6]
- 12 mujeres en pugna (2009)
- Vaselina (2001)
- Gypsy (1999)
- Celos (1999)
- Vaselina (1996)
- Vaselina (1994 - 1995)
- Celos Dije (1996)
- Gypsy: A Musical Fable (1998)
- Vaselina (2001)

## Discografia
Álbuns
- Amanecer (2014)
- Tatuada en tus besos (1999)
- Tiempos nuevos (1997)
- Mosquitas muertas (1991)

### Videos musicais
- Em 2001 participou do video Hiéreme da Verbena Popular ao lado de Ivonne Montero para o clipe de El Tigre de Santa Julia.
- Em 2007 participou do video Ya no se ni donde estoy da banda que concorreu ao Grammy Volován, com uma música que é do álbum Monitor.
- Em 2007 participou da Historia de Danzón de Alex Syntek, ao lado de outras grandes estrelas.

Videoclipes próprios
| Ano  | Canção                 | Disco                |
| ---- | ---------------------- | -------------------- |
| 2020 | "Dreams"               | Cover                |
| 2019 | "Mujer que bota fuego" | Cover                |
| 2018 | "De Repente"           | Cover                |
| 2015 | "Libertad"             | Amanecer             |
| 2014 | "Sabes que"            | Amanecer             |
| 2000 | "Por ti, por mí"       | Tatuada en tus besos |
| 1999 | "Girando en el tiempo" | Tatuada en tus besos |
| 1999 | "Sola"                 | Tatuada en tus besos |
| 1998 | "La flor del paraíso"  | Tiempos Nuevos       |
| 1997 | "Yo por él"            | Tiempos Nuevos       |

## Prêmios e Indicações
| Ano  | Festival                        | Categoría                | Nomeacões                 | Resultado |
| ---- | ------------------------------- | ------------------------ | ------------------------- | --------- |
| 1994 | Prêmio El Heraldo de México     | Melhor Atriz Revelação   | Agujetas de color de rosa | Indicada  |
| 1994 | Prêmio Eres                     | Melhor Atriz Jovem       | Agujetas de color de rosa | Indicada  |
| 1995 | Prêmio TVyNovelas               | Melhor Atriz Revelação   | Agujetas de color de rosa | Indicada  |
| 1999 | Prêmio TVyNovelas               | Melhor Atriz Jovem       | Preciosa                  | Indicada  |
| 2003 | MTV Movie Awards                | Melhor Atriz Protagônica | El Tigre de Santa Julia   | Indicada  |
| 2003 | Prêmio El Heraldo de México     | Melhor Atriz             | El Tigre de Santa Julia   | Venceu    |
| 2012 | Prêmio Ariel de Cinema Mexicano | Melhor Atriz Protagônica | Victorio                  | Indicada  |

## Ligações Externas
- Irán Castillo. no IMDb.
- Site de Irán Castillo
- Irán Castillo em Biosstars International